# 現實檢驗
在心理學中，現實檢驗是心理治療的作用，通過其目標或現實世界和人的關係反映在觀察員評估，在治療時段感到可以安全去實驗新行為，接受他人的支持及回饋，使改變成為可能。
現實檢驗是用來區分來自外部世界的思想和感情的內心世界的過程是在心理和行為治療常用的技術，最初是由弗洛伊德設計。如判斷電影畫面的搶劫是假、床戲是真；判斷朋友言談的玩笑是假、感情是真。
如果失去現實檢驗(分辨虛幻與實際、想像與現實)的能力，將會導致有不同程度的心理扭曲。
迴避現實、逃離於想像中，嚴重如精神病患者、如反社會人士。
若否認、外投、幻想和壓抑等出現太頻繁，表示自我認知嚴重出現障礙。
最初是由弗洛伊德設計。

## 現實檢驗跟自我的關係
透過審查與計畫後人們的實踐與成果就是現實檢驗與自我的關係。
透過成果的發表以及外界的回饋(以佛洛伊德的自我論就是超我)，自我可以自覺性的瞭解本身，進而重新改變思維，改變一個人的行動和與外界的互動模式，這個過程也就是所謂的社會化。
所以現實檢驗的能力與社會化，有極大的關聯性。
如果缺乏現實檢驗的能力，容易造成社會化不足或是逃避現實、反社會等等心理扭曲。